# النا برژنایا
النا برژنایا (روسی: Елена Викторовна Бережная؛ زادهٔ ۱۱ اکتبر ۱۹۷۷) اسکیت‌باز نمایشی اهل روسیه بود.
وی همچنین برندهٔ جوایزی همچون نشان دوستی شده‌است.